# سول آمریکا
سول آمریکا (به انگلیسی: Sol América) یک شرکت هواپیمایی با کد یاتا 6S است که در ۱۹۸۰ میلادی تأسیس شده‌است. دفتر مرکزی سول آمریکا در کاراکاس، ونزوئلا واقع شده‌است و قطب این شرکت هواپیمایی در فرودگاه بین‌المللی سیمون بولیوار (ونزوئلا) قرار دارد و به ۴ مقصد، پرواز انجام می‌دهد.